# Myiodola calceata
Myiodola calceata är en skalbaggsart som beskrevs av Leon Fairmaire 1901. Myiodola calceata ingår i släktet Myiodola och familjen långhorningar.
Artens utbredningsområde är Madagaskar. Inga underarter finns listade i Catalogue of Life.